# プレイバック (小説)
『プレイバック』（Playback）は、アメリカの作家レイモンド・チャンドラーのハードボイルド小説。1958年刊。私立探偵フィリップ・マーロウを主人公とする長編シリーズの第7作にして、チャンドラーの遺作となった（この後手掛けた『プードル・スプリングス物語』は未完に終わり、後にロバート・B・パーカーが完成させている）。それまでの作品には見られなかったマーロウの行動などがあり、謎を秘めた作品といわれている。
元は1947年にユニバーサルの映画として脚本を執筆したが中断され、小説として新たに書き直したものである（下記参照）。
2014年現在、チャンドラーの長編シリーズにおいて唯一映画化されていない作品である。

## あらすじ
フィリップ・マーロウは依頼を受け、ユニオン駅で特急から降りた女を尾行する。彼女は駅で男と話した後、サンディエゴへ行きホテルに宿泊した。それを追ってホテルに泊まったマーロウの部屋に女が現れ、彼女の部屋のベランダに駅で話していた男の死体があると言う。しかし、マーロウが部屋を訪ねてみると男の死体は消えていた。

## 名台詞
この小説には、"If I wasn't hard, I wouldn't be alive. If I couldn't ever be gentle, I wouldn't deserve to be alive."「しっかりしていなかったら、生きていられない。やさしくなれなかったら、生きている資格がない」（清水俊二訳）というハードボイルドの代名詞ともいうべきマーロウの名台詞が含まれている。この台詞は日本では1962年に丸谷才一が最初に取り上げたもので、それまでは誰も着目していなかったという。現在でも日本以外ではこの台詞はそれほど有名ではない。
その後、生島治郎がハードボイルドとは何かを語る際にしばしばこの一節を引き合いに出し、1978年の角川映画『野性の証明』で生島の訳を元に「男はタフでなければ生きて行けない。優しくなれなければ生きている資格がない」としてキャッチコピーに使われたことで、一気に世間に広まることになった。
矢作俊彦は『複雑な彼女と単純な場所』（新潮文庫）の中で、この一節は正しくは「ハードでなければ生きていけない、ジェントルでなければ生きていく気にもなれない」という意味であると述べている。

## 日本語訳
| 出版年         | タイトル                 | 出版社     | 文庫名等                        | 訳者     | 巻末                                        | ページ数 | ISBNコード        | カバーデザイン                                                                                           | 備考                                                   |
| -------------- | ------------------------ | ---------- | ------------------------------- | -------- | ------------------------------------------- | -------- | ----------------- | --- | ------------------------------------------------------ |
| 1959年         | プレイバック             | 早川書房   | ハヤカワ・ポケット・ミステリ518 | 清水俊二 |                                             | 194      |                   | |                                                        |
| 1972年6月      | レイモンド・チャンドラー | 早川書房   | 世界ミステリ全集5               | 清水俊二 |                                             | 748      |                   | | 他に清水訳の 『さらば愛しき女よ』 『長いお別れ』を収録 |
| 1977年8月      | プレイバック             | 早川書房   | ハヤカワ・ミステリ文庫HM 7-3    | 清水俊二 | 清水俊二 「レイモンド・チャンドラーのこと」 | 273      | 978-4150704537    | カバーフォーマット:辰巳四郎、 カバーデザイン:ハヤカワ・デザイン ほか                                     | 電子書籍も刊 2012年                                    |
| 2016年12月8日  | プレイバック             | 早川書房   | 単行判                          | 村上春樹 |                                             | 319      | 978-4152096562    | 坂川栄治+鳴田小夜子 （坂川事務所）                                                                       |                                                        |
| 2018年9月5日   | プレイバック             | 早川書房   | ハヤカワ・ミステリ文庫HM 7-16   | 村上春樹 | 訳者あとがき                                | 334      | 978-4150704667    | 坂川栄治+鳴田小夜子 （坂川事務所）                                                                       | 電子書籍も刊                                           |
| 2024年 3月11日 | プレイバック             | 小鳥遊書房 | 四六判                          | 市川亮平 | 訳者あとがき                                | 242      | 978-4-867-80037-9 | 装幀 鳴田小夜子 (KOGUMA OFFICE)                                                                          | 関連地図、 時系列表                                    |
| 2024年 4月30日 | プレイバック             | 東京創元社 | 創元推理文庫 M-チ-1-8           | 田口俊樹 | 解説 堂場瞬一                               | 288      | 978-4-488-13108-1 | カバー装画：Edward Hopper:Nighthawks(部分) aki-images/アフロ カバーデザイン：岡本洋平 （岡本デザイン室） | 電子書籍も刊                                           |

以下は、ユニバーサルの資料室から発掘された映画脚本で、小説『プレイバック』の原型作。マーロウは登場しない。
| 出版年       | タイトル                 | 出版社       | 文庫名                              | 訳者     | 巻末                                                                                                | ページ数 | ISBNコード     | カバーデザイン                                                            | 備考         |
| ------------ | ------------------------ | ------------ | ----------------------------------- | -------- | --------------------------------------------------------------------------------------------------- | -------- | -------------- | ------------------------------------------------------------------------- | ------------ |
| 1986年6月    | 過去ある女 ―プレイバック | サンケイ出版 | サンケイ文庫 海外ノベルス・シリーズ | 小鷹信光 | まえがき ジェイムズ・ペッパー 解説 ふたつの『プレイバック』について ロバート・パーカー 訳者あとがき | 272      | 4383025072     | カバー・アートディレクション +デザイン 松永真 イラストレーション 滝野晴夫 |              |
| 2014年4月8日 | 過去ある女 ―プレイバック | 小学館       | 小学館文庫                          | 小鷹信光 | 解説 もう一つの『プレイバック』小鷹信光                                                             | 299      | 978-4094060379 | 和田誠                                                                    | 電子書籍も刊 |